# Taylor Brown
Taylor Darnell Brown (ur. 4 sierpnia 1989 w Atlancie) – amerykański koszykarz, występujący na pozycji niskiego skrzydłowego, aktualnie zawodnik Al Wahda Damaszek.
17 sierpnia 2016 został zawodnikiem zespołu King Wilki Morskie Szczecin. 27 lutego 2017 przeniósł się do Lietuvos Rytas Wilno.
28 stycznia 2019 dołączył do syryjskiego Al Wahda Damaszek.

## Osiągnięcia
Stan na 28 lutego 2017, na podstawie, o ile nie zaznaczono inaczej.
NCAA
- Zaliczony do:
  - składu:
    - Honorable Mention konferencji Missiouri Valley (MVC – 2012)
    - zawodników, którzy poczynili największy postęp w MVC (2010)

  - I składu turnieju:
    - Chicago Invitational Challenge (2011)
    - HoopTV Las Vegas Invitational (2009)

Indywidualne
- Zliczony do:
  - II składu ligi szwedzkiej (2014 według Eurobasket.com)
  - składu najlepszych zawodników zagranicznych ligi szwedzkiej (2014 według Eurobasket.com)